# Severiano Rezende
Severiano de Rezende (São João del-Rei, 08 de novembro de 1847 — São João del-Rei, 14 de maio de 1920) foi um político, escritor, professor e advogado provisionado. Era filho de José Nunes Cardoso e Albina Rezende. Estudou Humanidades no Colégio do Caraça. Em São João del-Rei exerceu vários cargos públicos, sendo vereador e presidente da Câmara Municipal, deputado provincial na 24ª Legislatura (1886-1887), e na 27ª (1888-1889), sendo nesta presidente da Assembleia Legislativa. No período republicano elegeu-se deputado estadual constituinte em 1891 e para a 1ª e 2ª Legislaturas (1891-1898). Pertenceu aos quadros do Partido Conservador, no Império e do Partido Republicano Mineiro, na República.